# Izraelský zásah proti konvoji do Pásma Gazy

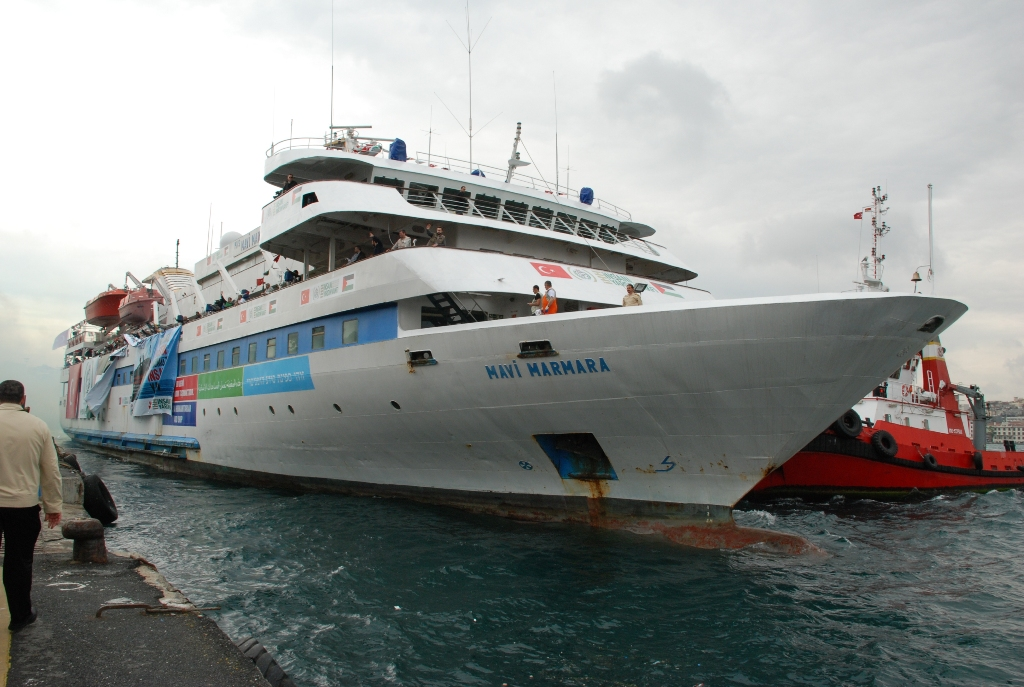
Turecká loď Mavi Marmara, na níž se odehrál incident s izraelskými vojáky

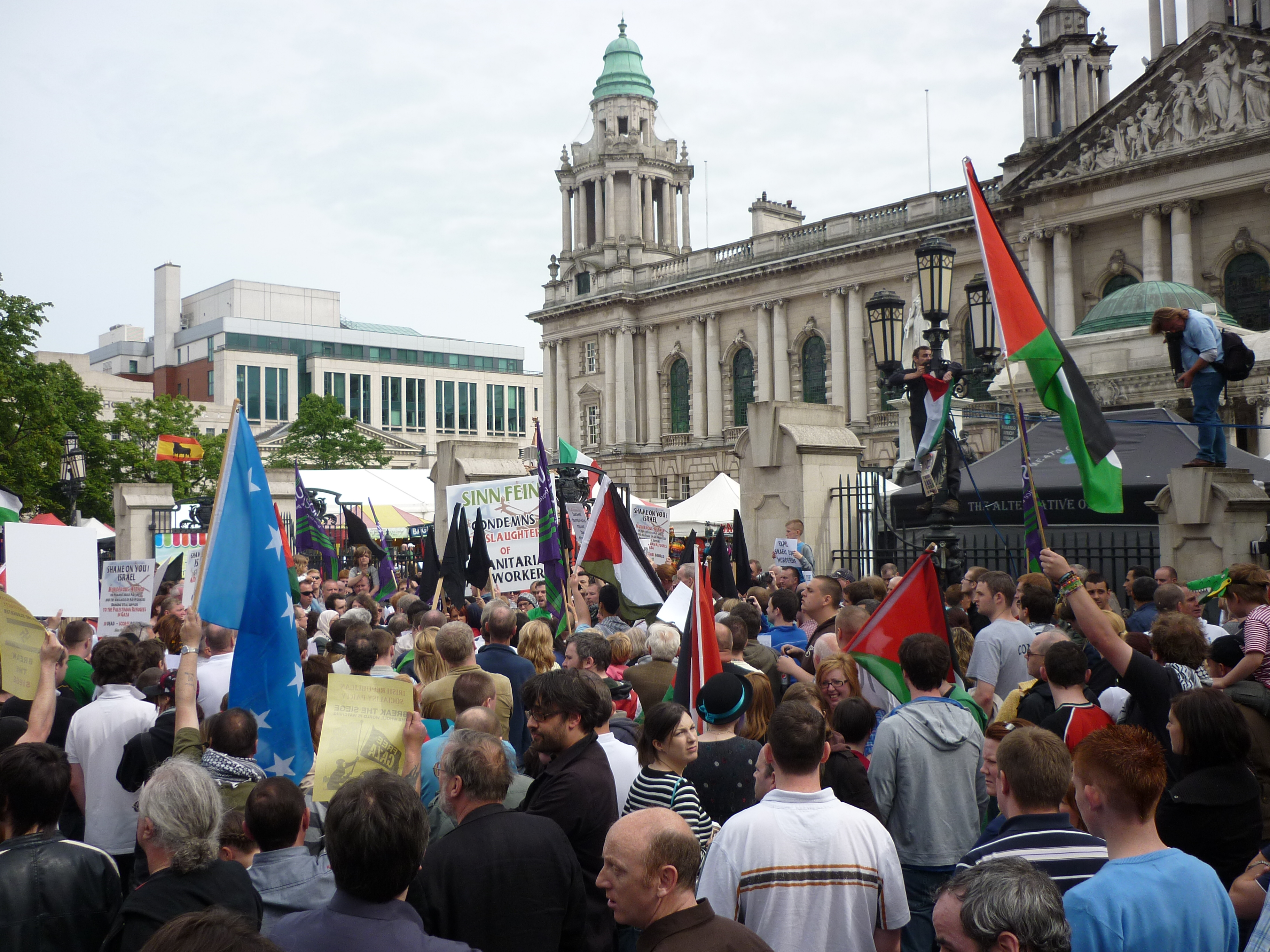
Demonstrace 31. května 2010 v Belfastu po námořním incidentu u pobřeží Gazy

Izraelský zásah proti konvoji do Pásma Gazy byla izraelská vojenská operace, ke které došlo v mezinárodních vodách ve Středozemním moři dne 31. května 2010. Izrael při ní zadržel šest lodí Hnutí za svobodnou Gazu a turecké nadace İHH, které vypluly z Turecka s cílem prolomit izraelskou námořní blokádu Pásma Gazy a dopravit do něj humanitární pomoc. Při zásahu izraelských jednotek, které se při vylodění na lodě staly terčem násilí ze strany některých pasažérů, bylo devět pasažérů zabito. Operace vyvolala nesouhlas mezinárodního společenství a způsobila ostrou diplomatickou roztržku mezi Izraelem a Tureckem. Izraelsko-turecké vztahy byly normalizovány po šesti letech, v létě 2016.
Zpráva speciální komise OSN označila v září 2011 blokádu Pásma Gazy obecně za odpovídající zásadám mezinárodního práva, ale odsoudila nepřiměřenost tohoto konkrétního izraelského zákroku. Podle vyjádření mezinárodního trestního soudu v Haagu 5. listopadu 2014 šlo zřejmě o válečný zločin, který ale nebyl natolik závažný, aby se jím tribunál zabýval.

## Kontext události
V roce 2006 se v Pásmu Gazy chopilo moci hnutí Hamás, které vytlačilo hnutí Fatáh. Izrael Hamás považuje za teroristickou organizaci a v červnu 2007 vyhlásil nad Pásmem Gazy blokádu. Co se týče humanitární pomoci, Izrael si vyhrazuje právo, aby tato přešla jeho kontrolou. V prosinci 2008 vypukla válka v Gaze, která v Pásmu Gazy zanechala přibližně 1300 mrtvých a 5300 zraněných. Vlivem blokády, která trvala i po dobu války a po ní, neměli tamní obyvatelé možnost poválečné obnovy a výstavby, ale především ani poskytnutí dostatečné zdravotní péče raněným. Podle mnohých humanitárních organizacích byly poválečné podmínky v Gaze hrozivé, více než polovina obyvatel neměla přístřeší a přístup k pitné vodě. 8. ledna 2009 vydala Rada bezpečnosti OSN rezoluci č. 1860, která mimo jiné po Izraeli vyžaduje „…neodkladné zajištění potravin v Gaze, stejně jako pohonných hmot a zdravotního ošetření…“. Izrael, který je rozhodnutím RB OSN coby její člen (podle článku 25 Charty OSN) vázán, však tuto rezoluci ignoroval.
Humanitární pomoc do Pásma Gazy z května a června 2010 je již sedmým resp. osmým projektem v řadě Hnutí za svobodnou Gazu (které začaly v srpnu 2008), pátým resp. šestým, který se setkal se zásahem izraelského námořnictva a současně první, jehož pomoc a osádka měla skutečně mezinárodní účast, a zároveň i první, při které došlo k obětem na životech.

## Zásah proti Flotile svobody
Během zásahu izraelské námořnictvo zadrželo celkem šest lodí tzv. Flotily svobody, jež měly za cíl prolomit izraelskou blokádu uvalenou na Pásmo Gazy a dodat humanitární pomoc. Izrael již před vyplutím konvoje z přístavů v Turecku 29. května 2010, varoval, že připravované flotile neumožní proplutí k pobřeží pásma Gazy, a společně s Egyptem nabídl, aby byla zamýšlená humanitární pomoc dopravena do izraelského či egyptského přístavu a následně přepravena přímo do Pásma Gazy. Tyto nabídky však byly aktivisty odmítnuty. K vlastnímu incidentu došlo 31. května v ranních hodinách, kdy se šest plavidel flotily přiblížilo k hlídkujícím izraelským lodím. Ty celý konvoj opakovaně vyzvaly k zastavení a k vyložení přepravovaného zboží a materiálu v přístavu Ašdod. Poté, co aktivisté opět nereagovali, začala izraelská elitní námořní jednotka Šajetet 13 v 04:00 IST obsazovat všechny lodě. Po násilném vstupu na palubu lodí začali izraelští vojáci střílet paintballovými kuličkami na cestující, kteří utvořili lidský řetěz na obranu kapitánů, a paralyzovali je slzným plynem a elektrickými výboji. Ještě před naloděním na hlavní loď flotily, s názvem Mavi Marmara, byli izraelští vojáci aktivisty napadáni vodními děly, omračujícími granáty a řetězy. Po nalodění na Mavi Marmaru vojáky napadli připravení aktivisté s železnými trubkami, noži a střelnými zbraněmi a na vojáky zaútočili. Při následující konfrontaci bylo izraelskými vojáky zabito 9 (dřívější zdroje uváděly až 19 obětí, ale tento údaj se nepotvrdil), dalších 60 aktivistů a 10 vojáků Izraelských obranných sil bylo zraněno. Podle izraelské armády se aktivistům během násilností podařilo odzbrojit jednoho vojáka a jeho zbraní následně střílet. Po návratu do Turecka šéf IHH Bulent Yildirim uvedl, že přibližně 10 aktivistů se v sebeobraně zmocnilo izraelských zbraní, které poté naházeli do moře.
Pozdější pitva ukázala, že všechny oběti byly zastřeleny, z toho pět střelou do hlavy a jedna z mimořádné blízkosti 2 – 14 cm. Devatenáctiletý Američan tureckého původu Furkan Doğan byl střelen do hlavy a několikrát do těla. Pitevní zpráva byla předána prokuratuře a příbuzní obětí vyslovili přání, aby byla izraelská vláda žalována za vraždy.
Humanitární pomoc byla shromážděna z podnětu tureckého Výboru pro lidská práva a byla určena pro lidi z Pásma Gazy. Flotila vezla 10 000 tun humanitární pomoci a zásob. Většina převáženého zboží byla již v odpoledních hodinách 1. června v ašdodském přístavu překontrolována v souladu s embargem, které je na Pásmo Gazy uvaleno, a následně přes hraniční přechod Kerem Šalom převezena do Pásma Gazy. Podle Izraelských obranných sil je většina nákladu bezcenná, obsahuje expirované a smíchané léky a přepravované vybavení je ve špatném technickém stavu. Další část nákladu (po kontrole a selekci) vpustil Izrael koncem června 2010 do pásma Gazy skrz hraniční přechod Karni. Šlo o 128 nákladních vozů.
Flotila zahrnovala šest lodí s názvy Challenger 1, Eleftheri Mesogeios, Sfendoni, MV Mavi Marmara, Gazze a Defne Y. Na palubě lodí byli mimo jiné i členové Evropského parlamentu[kdo?], dvě poslankyně Německého spolkového sněmu Annette Grothová a Inge Högerová a švédský spisovatel Henning Mankell. Na palubě lodí pluli čtyři čeští novináři, včetně štábu České televize, byly jim zabaveny osobní věci a natočený materiál, v izraelském detenčním táboře měli na výběr mezi podepsáním dokumentu o nelegálním vstupu do Izraele, což znamená deportaci a zákaz vstupu do Izraele na 10 let nebo několikatýdenní pobyt ve vězení a soud. Redakce zpravodajství České televize požádala ministra zahraničí Jana Kohouta, aby vznesl protest proti postupu izraelských jednotek vůči dvěma členům týmu televize. Šéfredaktor Michal Petrov v dopise ministrovi uvedl: „S ohledem na podmínky zadržovací vazby lze mluvit i o týrání a vydírání.“ Zadržený kameraman ČT také uvedl, že v izraelském vězení byli biti, nesměli spát a nesměli kontaktovat velvyslance.

## Zásah protiRachel Corrie
1. června od břehů Malty vyplula k břehům Gazy pod vlajkou Irska další loď Rachel Corrie s humanitárním nákladem. Na palubě lodi spadající pod Flotilu svobody je 15 lidí, mezi nimi např. nositelka Nobelovy ceny za mír Mairead Corriganová-Maguireová nebo bývalý vysoký irský diplomat při OSN Denis Halliday. Irský premiér Brian Cowen prohlásil, že „irská vláda formálně požádala Izrael, aby umožnil irské lodi dokončit svou misi bez potíží a vyložit humanitární náklad v Gaze.“ Irský ministr zahraničí Michael Martin k tomu uvedl, že „Irsko bude situaci - stejně jako celý svět - pozorně sledovat a je imperativem pro Izrael, aby se vyhnul jakékoli akci vedoucí k dalšímu krveprolití.“ Představitel izraelské armády k tomu řekl, že Izrael bude připraven i na tuto loď.
4. června 2010 už byla loď cca 150 mil od pobřeží Gazy. Izraelský premiér Benjamin Netanjahu nařídil loď obsadit, ale zároveň pod tíhou kritiky nikomu neublížit. Jeho nabídky na převzetí nákladu a dopravení na místo určení Izraelem Audrey Bomseová, mluvčí organizace Hnutí za svobodnou Gazu, která flotilu zaštítila, odmítla s tím, že kromě dopravení pomoci mají aktivisté za cíl také zrušení blokády Gazy. Dokud blokáda neskončí, aktivisté hodlají vysílat další lodě.
V sobotu 5. června v brzkém odpoledni byla loď obsazena příslušníky izraelské armády 16 námořních mil (ca 30 km) od izraelského pobřeží, obsazení se obešlo bez konfliktu mezi vojáky a aktivisty.

## Průběh obsazení
Před obsazením lodí vyzývaly izraelské složky, aby se lodě nepokoušely blokádu prorazit a že mohou náklad vyložit v izraelském či egyptském přístavu, odkud bude do pásma Gazy dopraven. Tato nabídka byla odmítnuta. Později tiskový odbor izraelských obranných sil zveřejnil záznam radiové komunikace mezi loděmi izraelského vojenského námořnictva a loděmi flotily svobody (primárně adresovaný na Mavi Marmara), ve které se po upozornění izraelské armády flotile, že se blíží do oblasti blokády, ozývá „zavři hubu, vrať se do Osvětimi“ a o cca 3 minuty později „nezapomeňte na 9/11“ Týž tiskový odbor 5. června uvedl, že záznam komunikace byl upraven, ale pouze tak, že byly vystřiženy pasáže ticha a nesrozumitelné komentáře. Současně ale připouští, že u oněch rasisticky laděných odpovědí nebylo možno určit, z jaké lodě pocházejí, protože onen hlas se neidentifikoval. Hnutí za svobodnou Gazu na toto prohlášení reagovalo výpovědí Denise Healeyho, kapitána jedné z lodi flotily, který prohlásil, že není způsob, jak by [tento typ komunikace] mohl zůstat neslyšen ostatním lodím flotily, a k odpovědi o Osvětimi a 11. září dodal „Žádná komunikace jako tato od nikoho z žádné lodi nezazněla během celé doby, co jsem řídil svou loď.“

## Mezinárodní reakce
Izraelská akce na zastavení flotily lodí se setkala s širokou mezinárodní kritikou jak ze strany Evropské unie, tak ze strany Spojených států a představitelů Organizace spojených národů, kteří volají po vyšetřování.
- Generální tajemník Organizace spojených národů Pan Ki-mun vyzval k „úplnému vyšetření útoku a zjištění, jak k tomuto krveprolití došlo“, a vyzval Izrael, aby „zajistil úplné prošetření události“.[47]
  - Vysoká komisařka pro lidská práva Organizace spojených Navanethem Pillayová řekla: „Jsem šokovaná zprávou, že humanitární pomoc se setkala s násilím, údajně i s následkem smrti a zranění poté, co se konvoj přiblížil k pobřeží Pásma Gazy.“[48]
  - Zvláštní koordinátor OSN pro blízkovýchodní mírový proces Robert H. Serry a ředitel Organizace spojených národů pro pomoc a práci ve prospěch palestinských uprchlíků na Blízkém východě Filippo Grandi prohlásili, že „tyto tragédie jsou zcela nevyhnutelné, pokud Izrael nebude naslouchat volání mezinárodního společenství k ukončení nepřijatelné a kontraproduktivní blokády Gazy“.[49]
  - Rada bezpečnosti OSN "odsuzuje činnosti, které vedly k civilním úmrtí během izraelské operace" a "znovu zdůrazňuje význam plného provádění rezoluce číslo 1850 (2008) a rezoluce číslo 1860 (2009). V této souvislosti znovu opakuje své vážné znepokojení nad humanitární situací v Gaze a zdůrazňuje potřebu trvalého a pravidelného pohybu zboží a osob do pásma Gazy, stejně jako nerušenému poskytování a distribuci humanitární pomoci v celém pásmu Gazy."[50]
- Americký viceprezident Joe Biden v interview s Charlie Rosem uvedl, že Izrael měl právo lodě zastavit, aby jim zabránil v prolomení blokády a bránil tak vlastní bezpečnost. Konkrétně uvedl: „Podívejte, můžeme se dohadovat, zdali měl Izrael provést výsadek na lodi, či nikoliv, nicméně podstata věci tkví v tom, že Izrael měl právo vědět (…) jestli se na lodi nepašují zbraně.“[51]
- Předseda Evropského parlamentu Jerzy Buzek označil akci za „neoprávněný útok“ a „jasné a nepřijatelné porušení mezinárodního práva, zejména čtvrté Ženevské úmluvy“, ministryně zahraničních věcí EU Catherine Ashtonová požádala izraelské orgány o „úplné vyšetření úmrtí na palubě“.[52] V prohlášení jménem Evropské unie odsoudila použití násilí a zdůraznila, že humanitární situace v Gaze zůstává předmětem vážné pozornosti a že EU nepřijímá pokračování nepřijatelné a kontraproduktivní blokády.[53]
- Švédsko 31. 5. předvolalo izraelského velvyslance, aby vysvětlil okolnosti útoku.[54]
- Britský premiér David Cameron izraelský zásah proti lodím s propalestinskými aktivisty označil za „naprosto nepřijatelný“ a vyzval ke zrušení blokády Gazy naplněním rezoluce Rady bezpečnosti OSN číslo 1860, „která naprosto jasně vyzývá k ukončení blokády a k otevření pásma Gazy“.[55][56]
- Turecký premiér Recep Tayyip Erdoğan označil izraelskou operaci za státní terorismus a řekl, že Izrael porušuje mezinárodní právo.[57]
  - Turecký Realizační výbor obranného průmyslu zmrazil 16 smluv o vojenských kontraktech s Izraelem, vzhledem neochotě se za akci proti konvoji omluvit a odmítnutí vyplacení poškozeným kompenzace. Pozastavené smlouvy se týkají nákupu tisíce izraelských tanků v hodnotě 5 miliard dolarů, modernizace starších tanků a letadel v hodnotě přes 750 milionů dolarů a raketového projektu za 1,5 miliardy dolarů. Zmrazeny byly i dohody o spolupráci v boji proti terorismu a společná vojenská cvičení.[58]

- Náměstek italského ministra zahraničí Alfredo Mantica řekl: „Můžeme se přít o zásahu Izraele, ale bylo naivní na straně organizátorů flotily si myslet, že jim to může projít bez izraelské reakce.“[59]
- Představitelé Izraele se staví na stranu svých vojáků.
  - Izraelský premiér Benjamin Netanjahu mezitím zrušil svou plánovanou cestu do Spojených států, kde se měl setkat s prezidentem Barackem Obamou, a namísto toho se z Ottawy po svém setkání s kanadským premiérem Stephenem Harperem vrátil do Izraele.[60] Netanjahu ještě během své návštěvy Kanady uvedl, že vojáci jednali v sebeobraně.[61]
  - Na mezinárodní kritiku reagovali i další přední izraelští představitelé. Ministr zahraničních věcí Avigdor Lieberman uvedl, že nalodění izraelských vojáků na lodě flotily bylo v souladu s mezinárodním právem, neboť se lodě chystaly narušit izraelskou suverenitu.[62] Zároveň vyzdvihl izraelské vojáky, kteří podle něj „projevili značné sebeovládání a statečnost, když byli napadeni chuligány, anarchisty a podporovateli teroristů.“[62] Lieberman dále odsoudil pokrytectví mezinárodní komunity, která podle něj měří dvojím metrem.[62]
  - Počínání izraelských vojáků vyzdvihla i vůdkyně opozice a někdejší ministryně zahraničí Cipi Livniová, která odmítla srovnání teroristické organizace Hamás s Izraelem a doslova uvedla, že „Izrael a Hamás nejsou dvě strany stejné rovnice.“[63]
  - Podle prohlášení izraelské vlády z 2. června v humanitárním konvoji „byla skupina tureckých džihádistů“ a 40 z nich na lodi Mavi Marmara „je zodpovědno za násilí, které vedlo k 9 životům a desítkám zranění“.[64][65]
  - Podle náměstka ministra zahraničí Dannyho Ayalona byla tato akce dlouho připravovaná a jednalo se o cílenou provokaci vůči Izraeli. Organizátoři podle něj měli vazby na mezinárodní džihád, hnutí Hamás a Al-Káida.[66]
- Předseda Senátu Přemysl Sobotka (ODS) uvedl v telefonátu pro ČTK, že podle jeho názoru došlo vypravením lodního konvoje do Pásma Gazy „v podstatě k plánované provokaci, která se skrývala za humanitární pomoc.“[67] Poslanec a zahraniční expert ČSSD Jan Hamáček naopak tvrdí, že „reakce Izraele byla naprosto neadekvátní, incident se stal v mezinárodních vodách, jde o porušení mezinárodního práva“. Podle českého ministerstva zahraničních věcí už prohlášení vydala Evropská unie ústy své ministryně zahraničí Catherine Ashtonové, a proto "by nemělo smysl, aby každá země vydávala zvláštní prohlášení".[68]

### Demonstrace

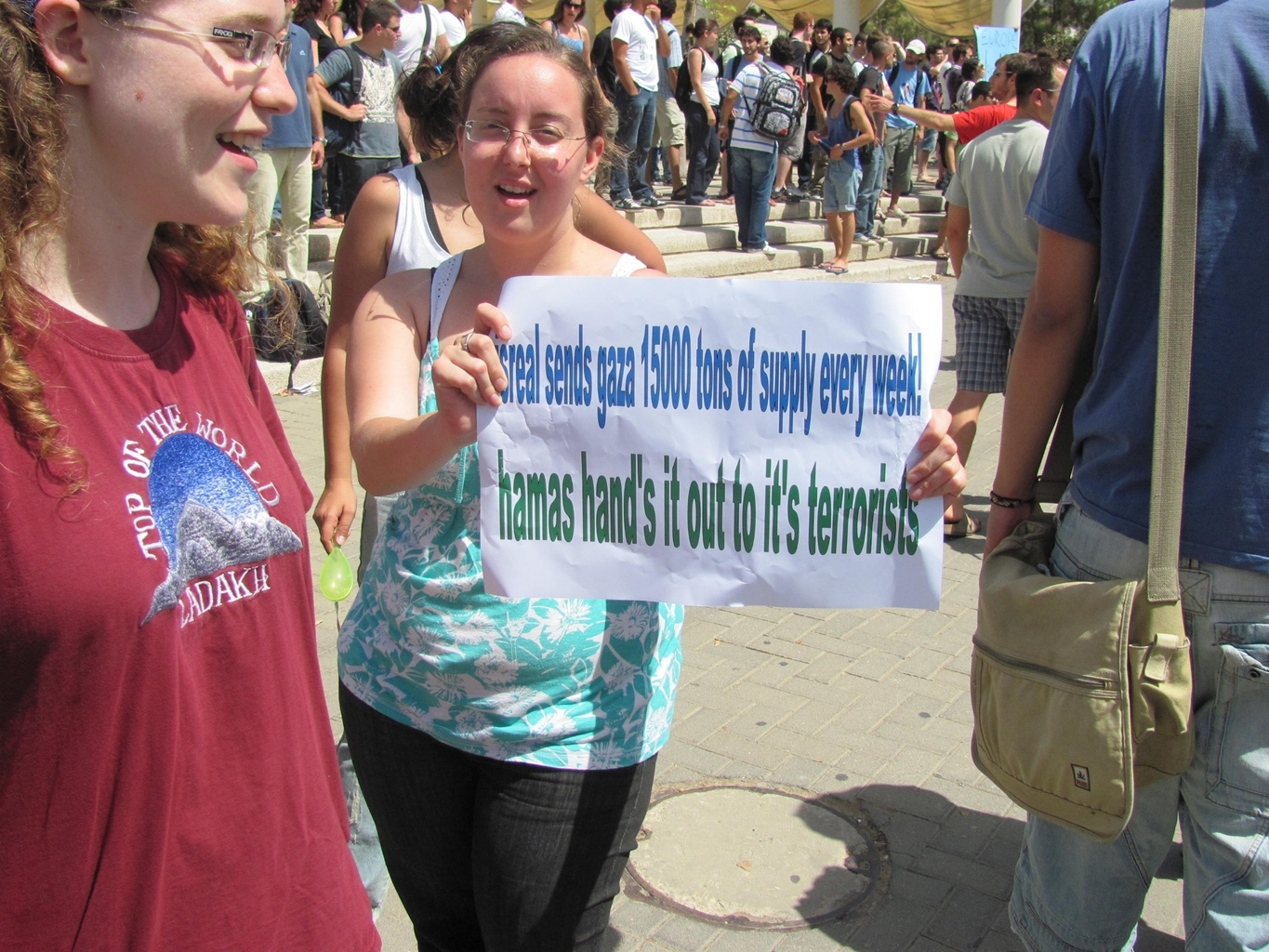
Studenti univerzity v Tel Avivu podporující izraelský zásah proti konvoji do Gazy

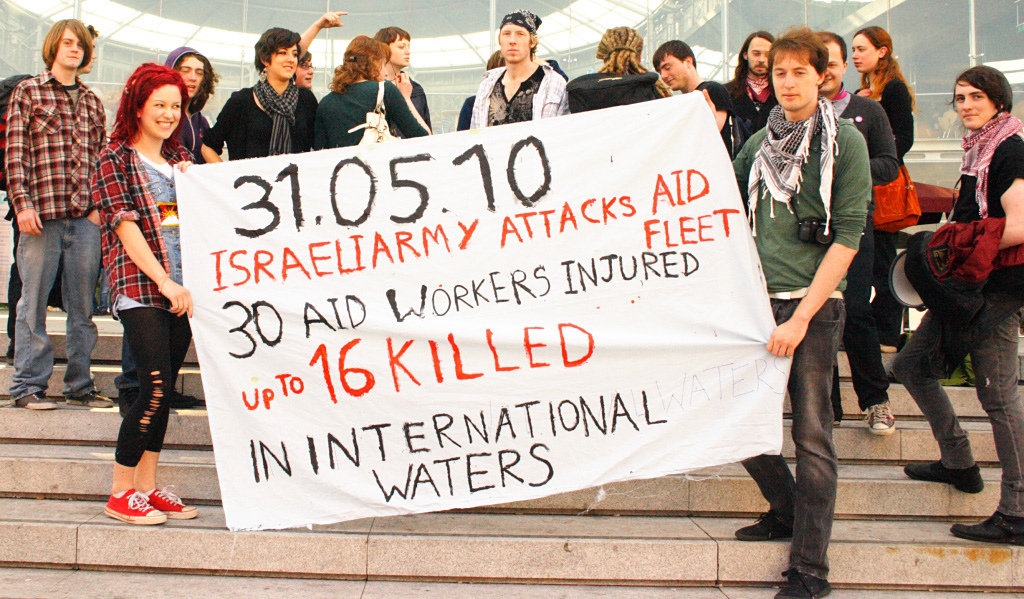
Studenti z University of East Anglia protestující proti izraelskému zásahu proti konvoji

Incident vyvolal řadu protiizraelských demonstrací především v arabských zemích. Kromě toho se protestovalo také v Turecku, a to téměř ve všech větších městech; při jednom z protestů se turečtí demonstranti pokusili vniknout na izraelský konzulát v Istanbulu. Situace v tomto ohledu znepokojila Izrael, který se rozhodl vydat doporučení, aby jeho občané v Turecku vůbec nevycházeli na ulici. Kolem ambasády v Ankaře a konzulátu v Istanbulu byla také zpřísněna bezpečnostní opatření. Incident a mezinárodní reakce však byly zároveň impulsem pro demonstrace na podporu izraelské armády, které během 1. června proběhly po celém Izraeli. Ve stejné době a též na různých místech Izraele proběhly i demonstrace proti postupu izraelské armády. Stovky až tisíce Izraelců demonstrovaly v Haifě, Beerševě, Tel Avivu i Jeruzalémě.

## Vyšetřovací komise
Izraelská vláda 14. června schválila komisi, která má zásah vyšetřovat. Do jejího čela byl jmenován 75letý bývalý soudce izraelského nejvyššího soudu Jacob Turkel, který je specialistou v oblasti občanského právo a bez zkušenosti s podobným vyšetřováním. Dalšími členy jsou 93letetý profesor mezinárodního práva Šabtaj Rosen, bývalý zástupce izraelského vyslance při OSN a velvyslanec v ženevském sídle OSN, a 86lety Amos Horev, generálmajor ve výslužbě a bývalý ředitel izraelského technického ústavu. Činnost komise bude umožněno sledovat dvěma zahraničním pozorovatelům, kteří nemají právo zasahovat do závěrů komise. William David Trimble je 66letý britský nositel Nobelovy cenu míru za příspěvek k mírovému řešení konfliktu v Severním Irsku. Ken Watkin je 59letý kanadský generál ve výslužbě a bývalý vojenský generální prokurátor.
Vlastní vyšetřovací komisi ustavila v červnu také Rada pro lidská práva OSN složenou ze soudců a právníků Karla T. Hudsona-Phillipse (Trinidad a Tobago), Sira Desmonda de Silvy (Velká Británie) a Mary Shanthi Dairiamové (Pákistán). Komise ve své zprávě 29. září konstatovala, že se Izrael dopustil řady porušení mezinárodního práva včetně lidských práv jak v době zásahu proti flotile, tak při zadržování pasažérů v Izraeli před jejich vyhoštěním. Zpráva konstatuje, že zabití 6 aktivistů na lodi Mavi Marmara může být charakterizováno jako nezákonná, svévolná a hromadná poprava. Izrael odmítl už založení komise s odkazem na zahájení vlastního vyšetřování, závěry zprávy odsoudil např. premiér Benjamin Netanjahu jako „zaujaté a překroucené“. Turecký ministr zahraničí Ahmet Davutoğlu naopak prohlásil, že „zpráva byla spravedlivá, nestranná a založená na silných důkazech“. Po zveřejnění závěru zprávy izraelský ministr zahraničí Avigdor Lieberman spustil koordinovanou diplomatickou a mediální kampaň židovských organizací k odsouzení zprávy jako zaujaté.
2. září 2011 byla zveřejnil list The New York Times zprávu vyšetřovací komise OSN (tzv. Palmerovy komise). Podle ní je izraelská námořní blokáda Pásma Gazy legální a přiměřená. K námořní blokádě zpráva uvádí: „Izrael čelí ze strany ozbrojených skupin v Gaze skutečnému ohrožení své bezpečnosti. Námořní blokáda byla uvalena jako legitimní bezpečnostní opatření s cílem zabránit pašování zbraní do Gazy po moři a její realizace je v souladu s požadavky mezinárodního práva.“ Dále též kritizuje organizátory, kteří „jednali při pokusu o prolomení námořní blokády lehkomyslně,“ a existují prý též „závažné otázky, týkající se chování, skutečné povahy a cílů organizátorů flotily, zejména IHH.“ Cílem kritiky zprávy se stala také turecká vláda, která se podle vyšetřovatelů měla snažit víc odvrátit organizátory od záměru vyplout do Gazy. Zpráva zároveň označila izraelský zákrok za nepřiměřený a nerozumný. Izraeli vyčítá, že se nepokusil využít nenásilné prostředky a že před operací nevyslal flotile poslední varování. Zpráva připouští, že vojáci ze zásahové jednotky se po vylodění museli bránit násilí od pasažérů na lodi, ale odsuzuje způsob, jakým bylo devět pasažérů zabito: „Forenzní důkazy ukazují, že většina obětí byla střelena opakovaně, a to i do zad nebo z blízkosti. Tento fakt materiály poskytnuté Izraelem dostatečně nevysvětlily.“ Izrael také nepostupoval správně při jednání se zadrženými pasažéry poté, co byli dopraveni na jeho pevninu, což zahrnovalo špatné fyzické zacházení, ponižování, nedůvodné konfiskování majetku a odmítání včasné konzulární pomoci. Zpráva Palmerovy komise byla kompletní již před několika měsíci, ale její zveřejnění bylo odloženo kvůli zhoršujícím se vztahům mezi Tureckem a Izraelem.

## Urovnání roztržky

### Omluva Izraele
Izraelská vláda dlouho odmítala jakákoli pochybení. 22. března 2013 se však premiér Benjamin Netanjahu v telefonickém rozhovoru se svým tureckým protějškem Erdoğanem za zásah a jeho následky omluvil. Uvedl, že tragická bilance zásahu nebyla záměrem, ale byla způsobena operačními chybami, a přislíbil vyplatit odškodné pro rodiny obětí. Telefonát s omluvou proběhl krátce po ukončení návštěvy amerického prezidenta Baracka Obamy, kterého agentura Associated Press označila za možného zprostředkovatele.

### Normalizace vztahů
Turecko a Izrael normalizovaly vztahy až podpisem dohody v červnu 2016. Podle ní může Turecko dodávat svou humanitární pomoc pásmu Gazy v nelimitované výši, ale pouze přes Ašdod na izraelském území. Zavázalo se, že zabrání přípravě teroristických aktivit proti Izraeli ze svého území. Naproti tomu Izrael odškodní rodiny deseti tureckých obětí zásahu proti flotile vyplacením částky 20 mil. dolarů. Turecko bude smět v pásmu Gazy budovat infrastrukturu, elektrárnu nebo továrnu na odsolování vody. Do Ankary a Tel Avivu se vrátí velvyslanci obou zemí.